# Carmen Willems
Carmen Willems (1968) is een Belgische politica en bestuurder. Ze is sinds 2020 de algemeen directeur van het Koninklijk Museum voor Schone Kunsten Antwerpen (KMSKA).
Willems studeerde economie aan de KU Leuven en schreef haar scriptie over kunstsponsoring. Ze werkte eerst voor een bouwfirma alvorens in 1995 aan de slag te gaan bij het Gallo-Romeins Museum in Tongeren. Daar werkte ze ruim 20 jaar. De laatste jaren was ze er algemeen directeur. In 2016 werd ze directeur van Toerisme Limburg. In 2017 werd ze zakelijk directeur van het KMSKA. Na het vertrek van algemeen directeur Manfred Sellink nam ze die functie ad interim waar alvorens in 2020 tot algemeen directeur te worden benoemd.
Willems was een lokaal politicus van de Open Vld. Zij was gemeenteraadslid in Tongeren en tussen 2003 en 2009 was ze waarnemend burgemeester voor Patrick Dewael.